# Ibn Túmart
Abu Abdalah Muhámmad ibn Túmart (c. 1080-1130) (en árabe أبو عبد الله محمد ابن تومرت), fue el líder religioso de la tribu bereber masmudí de los Harga y el fundador del movimiento religioso de los almohades, que dominaría la región de Al-Ándalus bajo el reinado de Abd Al-Mumin en la península ibérica.

## Orígenes

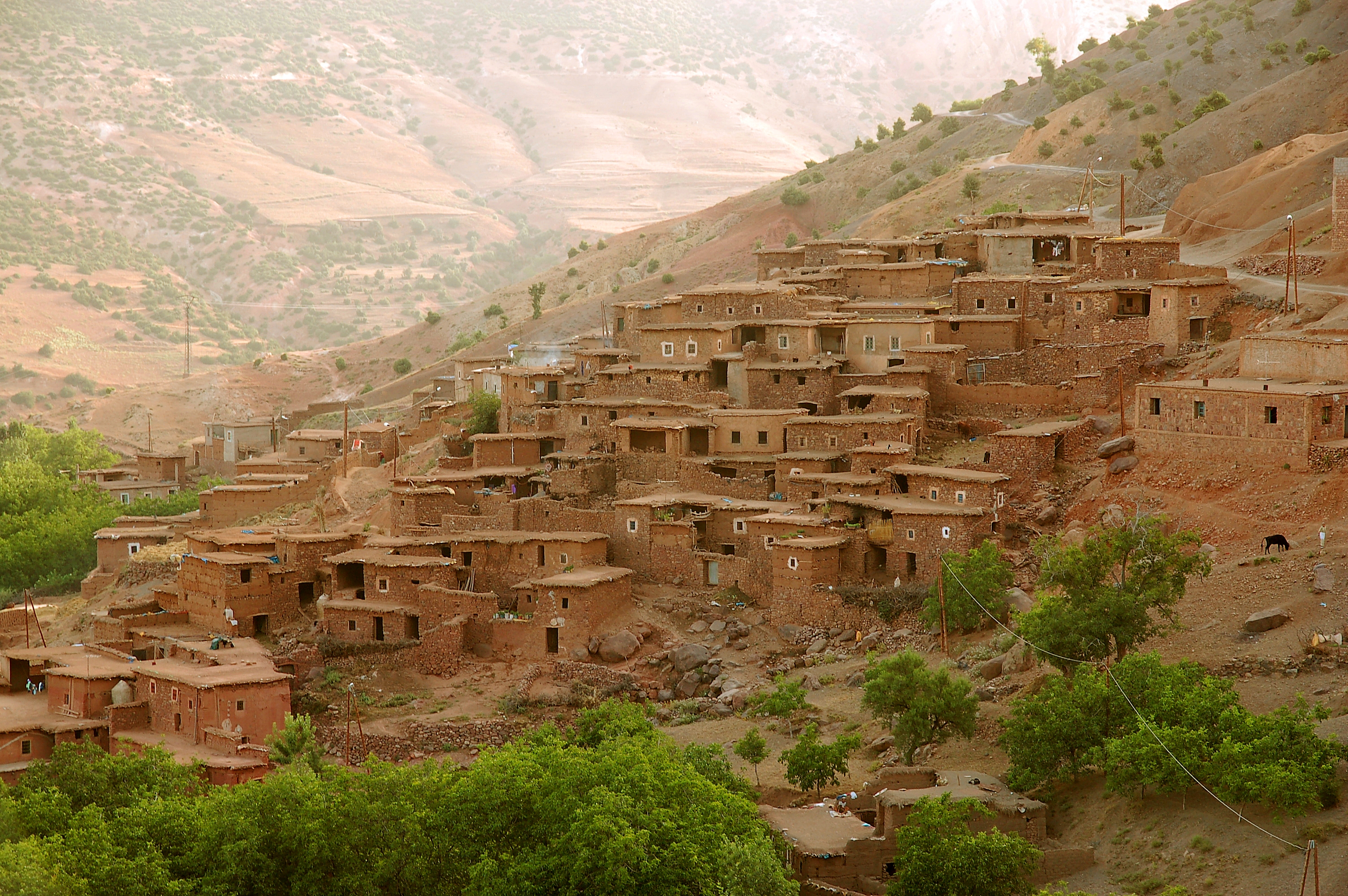
Poblado bereber en el Atlas.

Ibn Túmart era miembro de la tribu bereber masmudí de los Harga y nació en el último tercio del siglo XI, probablemente entre el 1078 y el 1081, en la aldea de Igliz (o Igili), en el valle del Sus, junto a la Cordillera del Atlas. Hijo del jefe del poblado, pasó sus primeros años estudiando el Corán hasta que, bien aconsejado por su padre o deseoso de completar sus conocimientos religiosos, abandonó la montaña. Pasó algún tiempo en Marrakech y en el 1106-1107 cruzó a Al-Ándalus, por entonces también territorio almorávide. En el 1106 estudiaba en Córdoba, que aún era un importante centro cultural. Hacia el 1110, partió hacia Oriente. Allí estudió a Al-Ghazali, entonces en boga, y el resto de doctrinas y teorías filosóficas del momento. Tras realizar la peregrinación a La Meca, emprendió el regreso en 1116 o 1117. De vuelta en Occidente, continuó estudiando con varios maestros en distintas ciudades. Dedicó un año a estudiar los escritos de teólogos como Ibn Hazm (994-1064) en Córdoba. Gracias a estos estudios, desarrolló una teoría religiosa crítica con el formalismo malikí que defendían los almorávides.
Después hizo la peregrinación a La Meca, de donde fue expulsado por sus críticas feroces a la relajación de otros y fue para Bagdad, donde se adhirió a una escuela ortodoxa. Pero construyó él aún un sistema propio, combinando las enseñanzas de su maestro con el misticismo y partes de las doctrinas de otros, centrado en el unitarismo y que representaba una revuelta contra lo que en su opinión sería el antropomorfismo de Dios en la ortodoxia musulmana.
Residió algún tiempo en Mahdía y pasó luego, acompañado de dos discípulos, por Constantina y Bugía. En ella se encontraba en enero del 1119. Expulsado de esta última, marchó a Mallala donde, mejor acogido, se dedicó a predicar, meditar y rezar y se decidió a emprender la reforma religiosa, convencido de que en la región se había extendido la impiedad y la indiferencia hacia lo que consideraba correcta interpretación del islam. Partió entonces a ejercer de azote religioso, censor de costumbres y reformador, acompañado de su fiel discípulo Abd al-Mumin, por diversas ciudades del Magreb occidental: Tremecén, Agadir, Taza, Mequinez y Salé, entre otras. En todas ellas atizó el descontento y animó al examen crítico de la situación, socavando de paso la tranquilidad anterior del dominio almorávide. Su prédica en favor del puritanismo, contra el vestir ostentoso, la mezcla de hombres y mujeres en las celebraciones, la venta de vino y los instrumentos musicales, que animaba a destruir, le atrajeron algunos partidarios, y muchos adversarios. Su honda formación teológica le facilitaba la tarea de castigador de la relajación de costumbres, influencia del territorio andalusí en el Magreb.

## Creación del movimiento almohade
Después de su regreso a Marruecos, con la edad de 28 años, comenzó a predicar contra los principios religiosos de la interpretación personal, aceptando sólo la tradición (sunna) y el consenso (ijma). Encabezó ataques a los comerciantes de bebidas alcohólicas y a otras manifestaciones de heterodoxia.

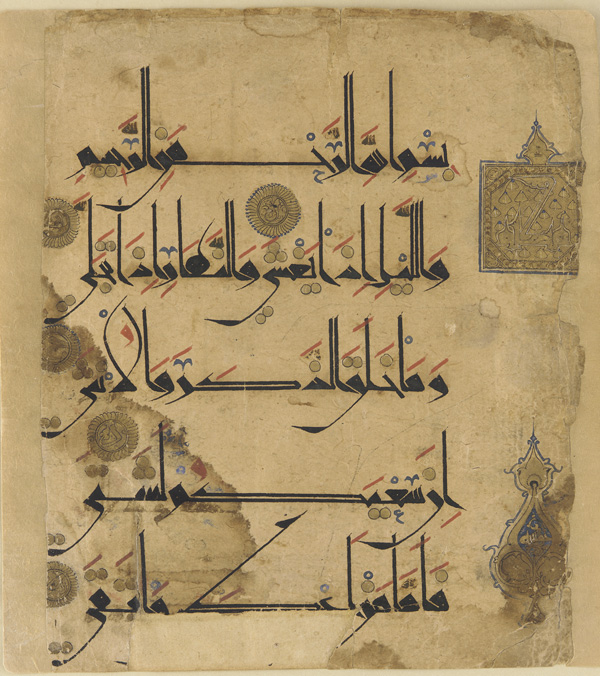
Folio de un Corán de Al-Ándalus.

Llegó a Marrakech, capital del Estado almorávide, en el 1120, y comenzó a predicar en una mezquita de la ciudad, al tiempo que fustigaba lo que consideraba vicios sociales; su actividad generó gran tensión entre partidarios y detractores. Acabó por provocar a las autoridades cuando criticó con dureza a la hermana del soberano almorávide por ir por la calle sin velarse la cara —algo habitual en aquel momento— y por el revuelo que armó más tarde en la mezquita mayor, en presencia del mismísimo Alí. Alí convocó entonces a los alfaquíes de la ciudad a un debate teológico, en el que deseaba que examinasen la doctrina de Ibn Túmart. Incapaces los alfaquíes de rebatir a este, mejor preparado y más elocuente, lo presentaron como un peligroso agitador. En vez de desbaratar sus argumentos teológicos, decidieron atacarlo por su actividad, que tacharon de subversiva. Unos y otros coincidían en realidad en la defensa del puritanismo religioso. Las principales diferencias con los almorávides y sus seguidores fueron su insistencia en la ausencia de características antropomórficas de Dios y pronto su proclamación como mahdi y descendiente de Mahoma. A pesar de la insistencia de algunos alfaquíes, que deseaban que se lo condenase a muerte o se lo aprisionase, finalmente se optó por desterrarlo. En enero del 1121, abandonó Marrakech, acompañado de algunos seguidores.
Pasó por Agmat, de donde también fue expulsado y recorrió los territorios occidentales del Atlas, donde logró adeptos entre los masmudíes. Con sus seguidores, se dirigió hacia la región del Sus, creando en su camino perturbación con sus recriminaciones a lo que veía como prácticas alejadas del Corán y de la Sunna. Se unió a su causa el jefe de la tribu Hintata, la más importante de la zona, Abu Hafs Úmar ibn Yahyà, a partir de entonces uno de los más importantes miembros del movimiento almohade y antepasado de la dinastía hafsí que gobernó Ifriqiya hasta el 1574.
Se instaló en una cueva, continuó predicando contra los almorávides y se hizo famoso en parte por los supuestos milagros que realizaba. Durante los tres años siguientes, se dedicó a predicar su doctrina, el tawhid, en las montañas y a consolidar los territorios que le eran afectos, para enfrentarse más tarde a los almorávides. En diciembre del 1121, sus seguidores lo aceptaron como mahdi o imán. La mayoría de las tribus de la región, la suya natal, se unieron a su causa. Fundó el movimiento de los almohades, se proclamó mahdi (el guiado, profeta redentor del islam) y exhortó a todos los musulmanes, especialmente a los de la península ibérica, a retornar a los orígenes de su fe, el Corán. Poco a poco, fue formando un bloque masmudí para oponerse a los cenhegíes, unido en torno a su ideario religioso, social y político. Durante los primeros años, el movimiento tuvo que resistir una serie de campañas emprendidas por los almorávides, que fracasaron en el escabroso terreno de la montaña. Entre el 1122 y el 1124, escapó a un intento de asesinato almorávide, motivado por la inquietud que causaba la extensión de su movimiento entre las tribus de las montañas.
En el 1123-1124, se instaló en la población de Tinmel, invitado por sus habitantes, también bereberes masmudíes. Al imperio bereber de origen sahárico creado por los almorávides cenhegíes, se oponía un creciente Estado también bereber, pero de origen montañés y masmudí. Como habían hecho los propios almorávides al comienzo de su expansión, los rebeldes almohades clamaban por la reforma y purificación de las costumbres, la realización de la guerra santa. Ibn Túmart llevó a cabo varias purgas en las zonas que fue controlando, expulsando o pasando por las armas a aquellos tenidos por desafectos a su movimiento.
Entre el 1125 y el 1129, se sucedieron los choques, fundamentalmente escaramuzas, entre las fuerzas almorávides, que cercaron las montañas rebeldes con nuevas fortalezas, y las del movimiento de Ibn Túmart, que no dejaron de extenderse por las montañas, aunque aún no se enfrentaron al enemigo en el llano. Antes de hacerlo, el mahdi ordenó una purga del movimiento, para eliminar a aquellos considerados traidores y sospechosos de tibieza para con él.
La aceptación de sus ideas fue ayudada por el descontento generado por el fracaso de los almorávides en parar la Reconquista en la península ibérica. 
El mahdi era considerado impecable e infalible, ejerciendo una autoridad que nadie contestaba. Las tribus obedecían una jerarquía, siendo los primeros de esta orden los Hargha, de Ibn Túmart. La propia sociedad era jerarquizada y la práctica de los ritos religiosos era obligatoria.
A pesar de morir tres años después, en agosto o septiembre del 1130, tras una grave derrota frente a sus enemigos, el movimiento de Ibn Túmart continuó. Acaudillados por Abd al-Mumin, que por dos años mantuvo su muerte en secreto, acabaron por vencer en la disputa por el poder en el norte de África y en la península ibérica musulmana, tras quince años de contienda con los almorávides.